# Ali Landry
Ali Germaine Landry (ur. 21 lipca 1973 w Breaux Bridge w stanie Luizjana, USA) – amerykańska aktorka i modelka. Miss USA w 1996 roku.

## Życie prywatne
Była żoną Mario Lopeza przez kilkanaście dni od 24 kwietnia 2004 do 12 maja 2004 roku. Ich małżeństwo zostało anulowane. 8 kwietnia 2006 roku Landry poślubiła Alejandro Gomeza Monteverde. Mają córkę Estelę Ines i syna Marcelo Alejandro.